# 天主教台中教區
天主教台中教區是天主教會在台灣中部設置的教區，於1951年成立，1962年4月16日升格為教區，涵蓋臺中市、彰化縣、南投縣。現任教區主教為蘇耀文，副主教為黃清富神父、邱來順神父，教區內共有約300位神父及600位修女服務，分布在5個總鐸區、54個堂區。

## 沿革
1872年（清同治八年），即天主教傳入台灣第13年，道明會應邀從高雄派遣傳教員北上至今彰化縣永靖鄉竹子村傳教，但僅維持一年。至1875年（清光緒元年），道明會再應邀來到今彰化縣埔心鄉羅厝村傳教，由吳萬福神父（Vicente Gomar, O.P.）帶領傳教員常駐於此，信眾日漸增多。1882年（清光緒八年），接續派駐羅厝的何安慈神父（Celedonio Arranz, O.P.）鳩工建造教堂，成為台灣中部第一座天主堂，此即今之羅厝天主堂。道明會並以羅厝為據點，開始向彰化與雲林一帶進行傳教活動。
進入日治時代後，道明會在1910年開始進入台中傳教，起先來到葫蘆墩（今豐原區），至1914年，羅厝天主堂本堂神父馬守仁（Manuel Prat, O.P.；日後成為廈門教區主教）在台中市區購地做為傳教所，起初為小竹屋，隔年改建為兩層樓磚房，成為台中市的第一座天主堂，為現今台中耶穌救主總堂前身。日治時代結束前，道明會已在台灣中部建立台中、羅厝、田中、斗六、埔姜崙（今褒忠）等5處堂區、以及17處兼管區（非獨立堂區），其中羅厝因發展最早、教務活動興盛，是當時台灣中部的傳教重鎮。
台灣進入中華民國時期後，聖座在1949年12月30日將台灣北部由原有的台灣宗座監牧區劃出，台灣中部各縣市則留在台灣宗座監牧區更名後的高雄宗座監牧區（今高雄教區）；至1950年8月10日，聖座將台灣中部的臺中市、臺中縣、彰化縣、南投縣等4個縣市（即原日治時代台中州轄區）獨立設置台中宗座監牧區，並委由美籍瑪利諾會接替道明會掌管教務，宗座監牧則由瑪利諾會會士蔡文興出任，此為台灣中部正式設置教會管區之始。1962年4月16日，台中宗座監牧區正式升格為台中教區，台中宗座監牧區宗座監牧蔡文興升任為首任主教，並於同日晉牧。

## 堂區
台中教區共管轄54個堂區，並在教區與堂區之間劃分5個總鐸區。

### 臺中市第一總鐸區
- 耶穌救主總堂（臺中市中區）
- 光復路天主堂（臺中市中區）
- 無原罪聖母堂（臺中市南區）
- 聖保祿天主堂（臺中市北區）
- 法蒂瑪聖母堂（臺中市北區）
- 南屯聖維雅內堂（臺中市南屯區）
- 瓜達露貝聖母堂（臺中市西屯區）
- 善牧天主堂（臺中市西屯區）
- 水湳德蘭天主堂（臺中市北屯區）

### 臺中市第二總鐸區
- 太平道生會天主堂（臺中市太平區）
- 中華殉道聖人堂（臺中市大里區）
- 霧峰聖若瑟堂（臺中市霧峰區）
- 中華聖母堂（臺中市清水區）
- 大甲聖若瑟堂（臺中市大甲區）
- 聖伯爾納德堂（臺中市沙鹿區）
- 大肚天主堂（臺中市大肚區）
- 天地母后堂（臺中市后里區）
- 聖巴德利爵堂（臺中市豐原區）
- 耶穌聖心和聖母瑪利亞無玷聖心堂（臺中市潭子區）
- 東勢聖家堂（臺中市東勢區）
- 聖嘉祿堂（臺中市新社區）
- 達觀天主堂（臺中市和平區）
- 耶穌苦難堂（臺中市和平區環山部落）

### 彰化總鐸區
- 彰化聖十字天主堂（彰化縣彰化市）
- 和平之后堂（彰化縣鹿港鎮）
- 和美聖體堂（彰化縣和美鎮）
- 員林聖體堂（彰化縣員林市）
- 田中耶穌聖心堂（彰化縣田中鎮）
- 大村天主堂（彰化縣大村鄉）
- 羅厝耶穌聖名堂（彰化縣埔心鄉）
- 北斗聖神堂（彰化縣北斗鎮）
- 溪州聖智堂（彰化縣溪州鄉）
- 合興聖母聖心天主堂（彰化縣埤頭鄉）
- 竹塘聖若翰堂（彰化縣竹塘鄉）
- 永靖耶穌聖誕堂（彰化縣永靖鄉）
- 二林聖家堂（彰化縣二林鎮）
- 二水聖依搦斯堂（彰化縣二水鄉）

### 南投總鐸區
- 南投耶穌君王堂（南投縣南投市）
- 中興新村耶穌君王堂（南投縣南投市中興新村）
- 草屯玫瑰聖母堂（南投縣草屯鎮）
- 聖女小德蘭堂（南投縣埔里鎮）
- 水里聖母元后堂（南投縣水里鄉）
- 竹山玫瑰堂（南投縣竹山鎮）
- 鹿谷天主堂（南投縣鹿谷鄉）

### 原住民總鐸區
- 武界天主堂（南投縣仁愛鄉法治村）
- 過坑天主堂（南投縣仁愛鄉中正村）
- 霧社天主堂（南投縣仁愛鄉大同村霧社）
- 南豐山地聖母堂（南投縣仁愛鄉大同村）
- 互助耶穌聖心堂（南投縣仁愛鄉互助村）
- 萬豐法蒂瑪聖母堂（南投縣仁愛鄉萬豐村）
- 中華殉道聖人堂（南投縣仁愛鄉春陽村）
- 親愛萬大天主堂（南投縣仁愛鄉親愛村）
- 地利聖若瑟堂（南投縣信義鄉地利村）
- 羅娜露德聖母堂（南投縣信義鄉羅娜村）

## 歷任首牧

### 台中宗座監牧區宗座監牧
| 任 | 中文姓名    | 英文姓名 | 任期                         |
| 1  | 蔡文興 神父 |          | 1950年8月10日－1962年4月16日 |

### 台中教區主教
| 任 | 中文姓名    | 英文姓名 | 任期                         |
| 1  | 蔡文興 主教 |          | 1962年4月16日－1986年6月25日 |
| 2  | 王愈榮主教  |          | 1986年6月25日－2007年6月25日 |
| 3  | 蘇耀文 主教 |          | 2007年6月25日－迄今          |

## 教區組織
台中教區的最高統轄機構為台中教區主教公署，本部位於台中市北區德化街368號。主教公署內設秘書長、教區參議等職務，另設多個單位共同肩負起教區內教務的運作。現有之公署大樓籌建於1996年，因諸多因素，遲至2006年8月15日動工興建，2007年9月8日落成啟用。
- 台中教區主教公署
  - 秘書處
  - 總鐸區
    - 堂區

  - 附設教育機構
  - 附設社會福利機構
- 財團法人天主教會台中教區原住民總鐸區
- 台中教區參議會
- 台中教區司鐸諮議會
- 台中教區經濟諮詢委員會
- 台中教區法庭
- 台中教區牧靈福傳委員會
- 台中教區建築委員會
- 台中教區禮儀委員會
- 台中教區家庭委員會
- 台中教區移民、觀光、外籍勞工牧靈委員會
- 台中教區信仰培育委員會
- 台中教區青年牧靈委員會
  - 台中教區中學生聯會
- 台中教區兒童牧靈組
- 台中教區聖召委員會
- 台中教區修女聯誼會
- 台中教區傳教協進會
- 台中教區明愛會
- 聖經協會台中分會

## 相關機構
- 靜宜大學
- 臺中市私立曉明女子高級中學
- 臺中市私立衛道高級中學
- 彰化縣私立文興高級中學
- 臺中市私立育仁國民小學
- 中聲廣播電台（2010年10月解散）
- 互愛傳播服務中心
- 逢甲大學立德學生中心
- 耶穌會靜山靈修中心

### 腳註
1. ↑  此為在中華民國內政部登記在案的宗教財團法人名稱。
2. 1 2  汪傳德.  再版. 聞道出版社. 2008年4月: 第242頁 [1992-12]. ISBN 978-986-7653-65-9.
3. ↑  .   [2012-08-29]. （原始内容存档于2012-02-29）.

### 書目
- 《台灣天主教手冊》，台灣地區主教團秘書處編譯，天主教教務協進會出版社出版

### 網站
- Giga-Catholic Information - Diocese of Taichung 臺中, Taiwan （页面存档备份，存于）

## 外部連結
- 台中教區入口網站 （页面存档备份，存于）（繁體中文）
- 台中青年牧靈委員會[永久]（繁體中文）